# 簡嫚書
簡嫚書（1988年10月16日—），台灣女演員，並身兼編劇及導演等多重身份。畢業於國立臺北藝術大學戲劇學系導演組。2010年以戲劇《那年，雨不停國》入圍第45届金鐘獎最佳女主角獎。2014年演出第一賀歲片《大稻埕》。2015年初次執導台灣首部真人與動畫結合電影《OPEN！ OPEN！》。同年以電影《菜鳥》入圍第52届金馬獎最佳女配角獎，2016年以該作品奪下台北電影節最佳女配角獎。2021年接演戲劇《她們創業的那些鳥事》飾演職場上人脈交際王林美季，懂得展現身材優勢與有話直說個性，受到觀眾喜愛並且奪得第56屆金鐘獎戲劇節目女配角獎。

## 演出作品

### 電影
| 上映年份 | 片名                           | 角色             |
| 2012     | 《南方小羊牧場》               | 小羊             |
| 2012     | 《白天的星星》                 | 婷婷             |
| 2014     | 《大稻埕》                     | 阿蕊             |
| 2015     | 《菜鳥》                       | 安安             |
| 2015     | 《OPEN！ OPEN！》              | 花花             |
| 2017     | 《雖然媽媽說我不可以嫁去日本》 | 茂木太太（薏涵） |
| 2018     | 《愛上卡夫卡》                 | 鳳梨             |
| 2019     | 《真愛神出來》                 | 翁小蓓           |

### 電視劇
| 首播年份 | 頻道                             | 劇名                                         | 角色                          |
| 2010年   | 公視                             | 《那年，雨不停國》                           | 林雨菁                        |
| 2011年   | 台視                             | 《前男友》                                   | 志明的新女友                  |
| 2012年   | 壹綜合                           | 《小站》                                     | 青青                          |
| 2012年   | 八大、公視                       | 《你是春風我是雨》                           | 唐璟芊                        |
| 2012年   | 中視、衛視                       | 《翻糖花園》                                 | 鄭米恩                        |
| 2013年   | 中視、中天                       | 《愛情急整室》                               | 童琳                          |
| 2015年   | 中國大陸                         | 《大時代風雲錄》/ 愛拚才會贏之台商風雲史     |                               |
| 2015年   | 三立台灣台                       | 《世間情》                                   | 花花（電影OPEN！ OPEN！角色） |
| 2016年   | 台視、八大綜合台、公視           | 《植劇場－天黑請閉眼》                       | 洪曉彤                        |
| 2018年   | 浙江衛視                         | 《台灣往事》                                 | 謝雙美                        |
| 2019年   | LINE TV、八大綜合台              | 《靈異街11號》                               | 盛音                          |
| 2020年   | LINE TV、民視                    | 《黑喵知情》                                 | 葉宜甜                        |
| 2021年   | 華視主頻、八大戲劇台、衛視中文台 | 《她們創業的那些鳥事》                       | 林美季                        |
| 2022年   | Netflix                          | 《媽，別鬧了！》                             | 林雨菁                        |
| 2022年   | 公視 friDay影音                  | 《你的婚姻不是你的婚姻－恭請光臨曾賈府喜事》 | 賈安安                        |
| 2023年   | 東森戲劇台                       | 《W劇場：沒有你依然燦爛》                    | 江以晴                        |
| 2023年   | 三立都會台、中華電信MOD          | 《美食無間》                                 | 吳薇                          |
| 2025年   | 東森戲劇台                       | 《歡迎光臨 二代咖啡》                        | Lucia                         |
| 2025年   | 八大電視 東森電視                | 《永生密碼一九七》                           |                               |
| 2025年   | MyVideo                          | 《人浮於愛》                                 |                               |
| 2025年   | 《黑盒子 (電視劇)》              |                                              |                               |

### 短片
| 年份   | 作品名                                           | 角色             | 備註                         |
| 2008   | 《秘密海》                                       |                  | 入圍2009年台北電影獎最佳短片 |
| 2009   | 牯嶺街小劇場年度展演《催眠秀》                   |                  |                              |
| 2010   | 我的十年呢？                                     |                  |                              |
| 2010   | 那些淡江教我們的事－Action                       |                  |                              |
| 2010   | HOTDOG                                           |                  |                              |
| 2010   | 林俊傑同名歌曲音樂電影《她說》                   |                  |                              |
| 2011   | 《小夜曲》2011 金馬影展電影《10+10》             | 紀露霞 (年輕時)  |                              |
| 2011   | 網路微電影愛情簽證篇                             |                  |                              |
| 2011   | YAMAHA CIAO網路影片系列 第三回《原來你也在這裡》 |                  |                              |
| 2011   | YAMAHA CIAO網路影片系列 第二回《我的機車男友》   |                  |                              |
| 2011   | YAMAHA CIAO網路影片系列 第一回《爸爸的答案》     |                  |                              |
| 2011   | 第33屆金穗獎廣告                                 |                  |                              |
| 2011   | 千年 A thousand years                            |                  |                              |
| 2013   | 臺北市政府微電影《幸福追不追》                   |                  |                              |
| 2014   | 《I WANT GU》快閃MV                              | 簡嫚書＆自由發揮 |                              |
| 2014   | 《大盜陳》網路創意短片                           |                  |                              |
| 2014   | PowerShot G16 / S120《拍照用Canon-野球篇》       |                  |                              |
| 2014   | PowerShot G16 / S120《拍照用Canon-星空篇》       |                  |                              |
| 2014   | PowerShot G16 / S120《拍照用Canon-生日篇》       |                  |                              |
| 2018年 | 《爱，你想说什么》                               |                  | 上線一小時內突破10萬觀看數   |

### MV
| 歌曲             | 歌手     |
| 《洋蔥》         | 丁噹     |
| 《愛瘋》         | 周湯豪   |
| 《她說》         | 林俊傑   |
| 《I Want You》   | 蛋堡     |
| 《洗髮精》       | 阿霈樂團 |
| 《累》           | 韋禮安   |
| 《分開的常理》   | 紀家盈   |
| 《This Is Love》 | 周興哲   |

### 舞台劇
- 2019年-表演工作坊：「花吃花」、「水中之書」
- 2022年-表演工作坊：「如夢之夢」

### 綜藝節目
| 年份          | 頻道       | 名稱       | 備註       |
| ------------- | ---------- | ---------- | ---------- |
| 2020年9月23日 | 公共電視台 | 36題愛上你 | 來賓蔡燦得 |

## 導演作品
| 年份 | 作品名稱              | 簡介                                                            |
| 2014 | 短片《gift》          | 榮獲 第二屆台北48小時拍攝計畫『最佳導演獎』                     |
| 2015 | 電影《OPEN！ OPEN！》 | 台灣首部真人動畫結合電影                                        |
| 2016 | 短片《Play》          | 榮獲 第四屆48小時拍攝計畫『最佳導演獎銀牌』及『最佳影片獎銀牌』 |
| 2021 | 短片《莉莉安的禮物》  | 乳癌防治微電影                                                  |

## 出版作品

### 書籍
| 出版日期       | 書名                 | 作者   | 出版社   | 附註                         |
| 2015年10月22日 | 《ishigaki小自由日》 | 簡嫚書 | 凱特文化 | 簡嫚書的石垣島生活紀實攝影書 |

## 雜誌
- 2023 marieclaire 9月專訪
- 2023 styletccom  9月專訪

## 獎項紀錄
| 年度 | 典禮活動                    | 獎項                       | 入圍作品                        | 結果 |
| ---- | --------------------------- | -------------------------- | ------------------------------- | ---- |
| 2010 | 第45屆金鐘獎                | 戲劇節目女主角獎           | 《那年，雨不停國》              | 提名 |
| 2011 | 第6屆首爾國際電視節         | 最佳女演員獎               | 《那年，雨不停國》              | 提名 |
| 2011 | 第6屆首爾國際電視節         | 觀眾投票最高人氣獎（臺灣） | 《那年，雨不停國》              | 獲獎 |
| 2013 | 第7屆亞洲電影大獎           | 最佳新演員獎               | 《南方小羊牧場》                | 提名 |
| 2013 | 第2屆台北48小時影片拍攝計畫 | 最佳導演獎                 | 《Gift （页面存档备份，存于）》 | 獲獎 |
| 2013 | 第2屆台北48小時影片拍攝計畫 | 最佳攝影獎                 | 《Gift （页面存档备份，存于）》 | 獲獎 |
| 2015 | 第52屆金馬獎                | 最佳女配角獎               | 《菜鳥》                        | 提名 |
| 2016 | 第4屆台北48小時影片拍攝計畫 | 最佳影片獎銀牌             | 《PLAY （页面存档备份，存于）》 | 獲獎 |
| 2016 | 第4屆台北48小時影片拍攝計畫 | 最佳導演獎銀牌             | 《PLAY （页面存档备份，存于）》 | 獲獎 |
| 2016 | 第18屆台北電影節            | 最佳女配角獎               | 《菜鳥》                        | 獲獎 |
| 2021 | 第56屆金鐘獎                | 戲劇節目女配角獎           | 《她們創業的那些鳥事》          | 獲獎 |
| 2021 | 2021布拉格國際電影節        | 最佳女導演獎               | 《莉莉安的禮物》                | 獲獎 |

## 外部連結
- 簡嫚書的Facebook專頁
- 簡嫚書的Instagram帳戶
- 簡嫚書的新浪微博
- 簡嫚書在香港影庫上的簡介
- 簡嫚書在台灣電影網上的資料（繁體中文）